# La Bellière, Seine-Maritime
La Bellière är en kommun i departementet Seine-Maritime i regionen Normandie i norra Frankrike. Kommunen ligger i kantonen Forges-les-Eaux som tillhör arrondissementet Dieppe. År 2022 hade La Bellière 50 invånare.

## Befolkningsutveckling
Antalet invånare i kommunen La Bellière
| Referens: INSEE |